# Ett folk på väg
Ett folk på väg är en psalm med text skriven 1977 av läraren Tomas Hagenfors och författaren Peter Carlsson, Hagenfors skrev också musiken samma år. Texten är baserad på Lukasevangeliet och Efesierbrevet 4:2. Psalmen var samma år temasång på kristna riksmötet i Västerås. Den har även varit namn på projekt inom Svenska Kyrkans Unga.

## Publicerad i
- Kunskap utan vishet 1977.[1]
- Verbums psalmbokstillägg 2003 som nummer 793 under rubriken "Pilgrimsvandringen".[1]
- Ung psalm som nummer 164.[1]

## Diskografi
- 1977 – Kunskap utan vishet.[1]